# 辰野站
辰野站（日语：／ Tatsuno eki */?）是東日本旅客鐵道（JR東日本）、東海旅客鐵道（JR東海）、日本貨物鐵道（JR貨物）的鐵路車站，位於長野縣上伊那郡辰野町大字辰野。
由連結岡谷站－鹽尻站間的中央本線支線，與豐橋站起點至本站終點的飯田線兩條鐵道路線使用。站房由JR東日本管轄。

## 概要
辰野站於中央本線開通時（1906年（明治39年））開業。其後車站西方往伊那谷方向連結的伊那電車軌道（後伊那電氣鐵道）開業，1916年（大正15年）進入本站。伊那電氣鐵道於1943年（昭和18年）國有化，飯田線與國鐵路線網組合。
辰野站作為中央本線與飯田線的換乘站而繁榮，1983年辰野站迂回經鹽嶺隧道的新線岡谷站－鹽尻站間開通，不再是中央本線的主線內，定期特急不再停車。其後，1986年11月急行「駒根」（こまがね）、2002年12月に夜行急行「阿爾卑斯」亦廢止，經辰野站的中央本線定期優等列車全部廢止。
現在只有代替優等列車的快速「水篶」（みすず）停車。鹽嶺隧道開通、國鐵分割民營化之後，飯田線列車往岡谷與上諏訪方向直通者佔大多數。
站房、月台等鐵道資産為JR東日本所屬，與JR東海的邊界是飯田線的下行場内號誌機。

## 車站構造
本站為2面4線月台的地上車站。改札口正面為1號線（下行副本線）的單式月台，月台西側的1號線另一側為0號線（飯田線専用）。島式月台剪票口側為2號線（下行本線），其另一側為3號線（上行本線）。3號線至9號線皆沒有月台，其中4、5號線是上行副本線，主要是貨物列車的到開線。6至9號線是側線。
站房位於站場内南側。剪票口左手邊有跨線橋連結單式月台北側與島式月台。
本站為有站員值班的車站，設有綠色窗口（營業時間 5:40-19:40）及自動售票機2台。

### 月台配置
| 月台 | 路線      | 方向 | 目的地           | 備註         |
| ---- | --------- | ---- | ---------------- | ------------ |
| 0    | 飯田線    | -    | 飯田、天龍峽方向 | 只限此站始發 |
| 1、2 | 飯田線    | -    | 飯田、天龍峽方向 |              |
| 1、3 | ■中央本線 | 上行 | 岡谷、小淵澤方向 |              |
| 2、3 | ■中央本線 | 下行 | 鹽尻、松本方向   |              |

（來源：JR東日本:車站構內圖 （页面存档备份，存于））

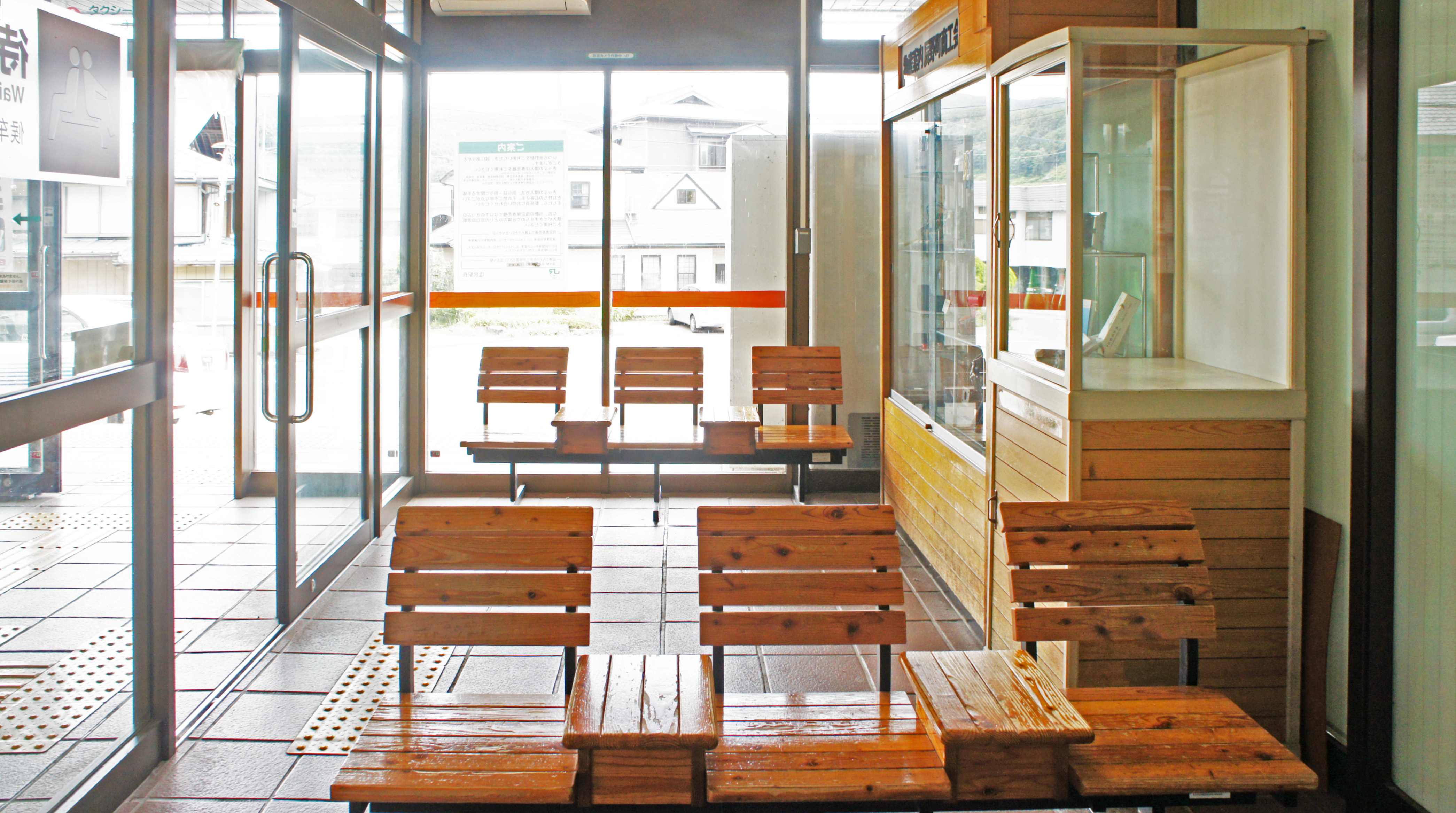
候車室（2021年7月）
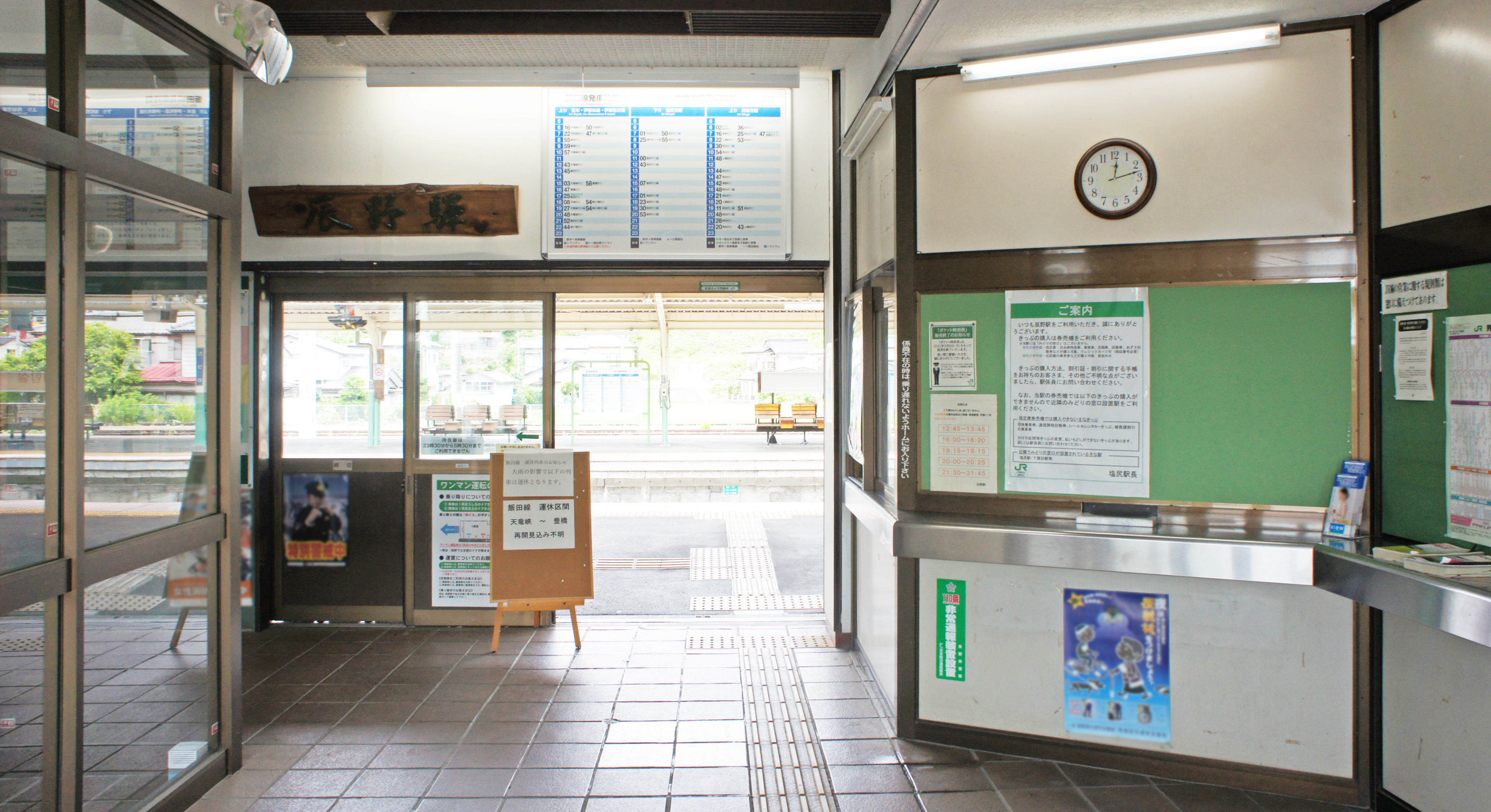
檢票口（2021年7月）
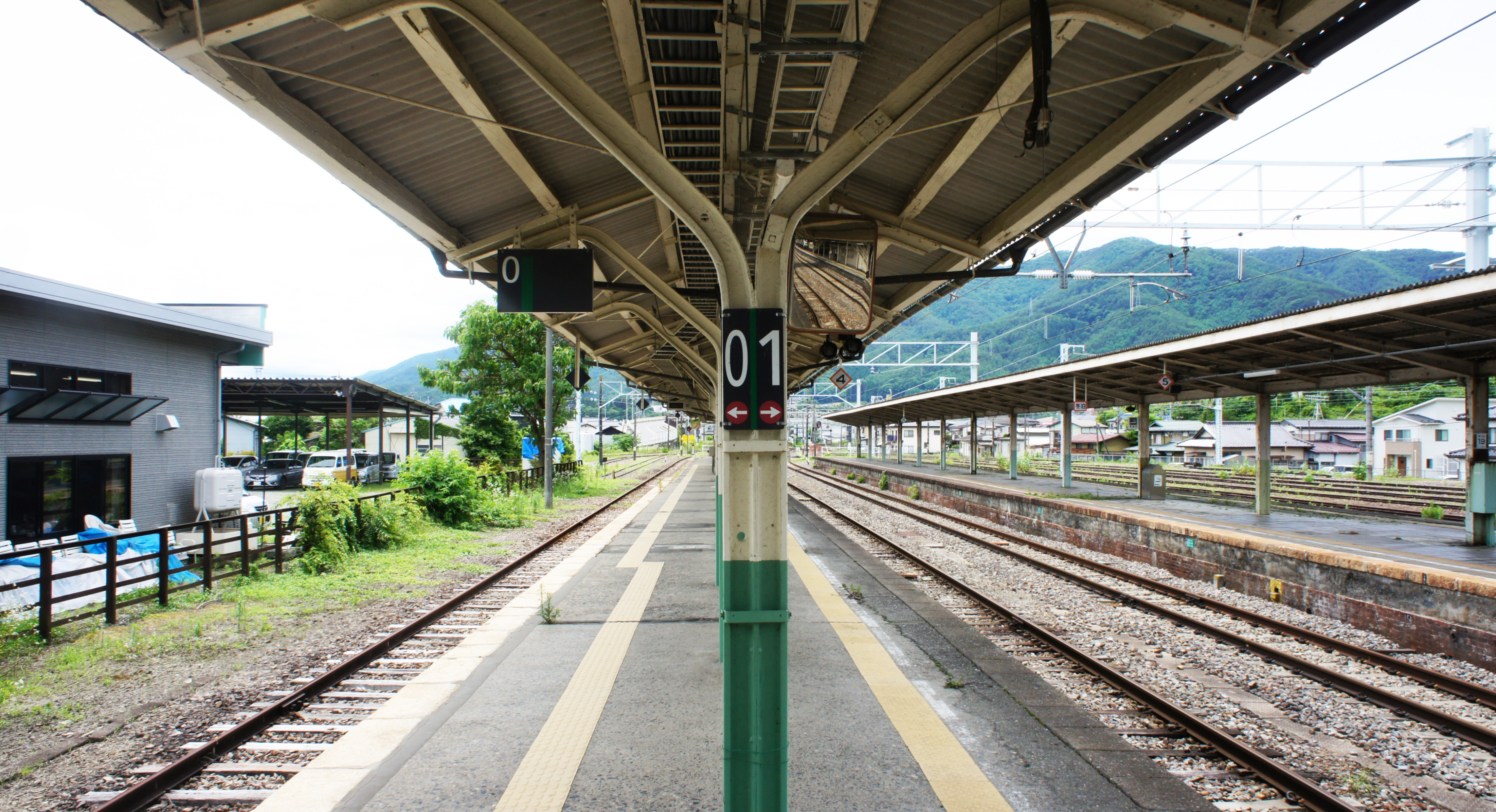
0・1號月台（2021年7月）
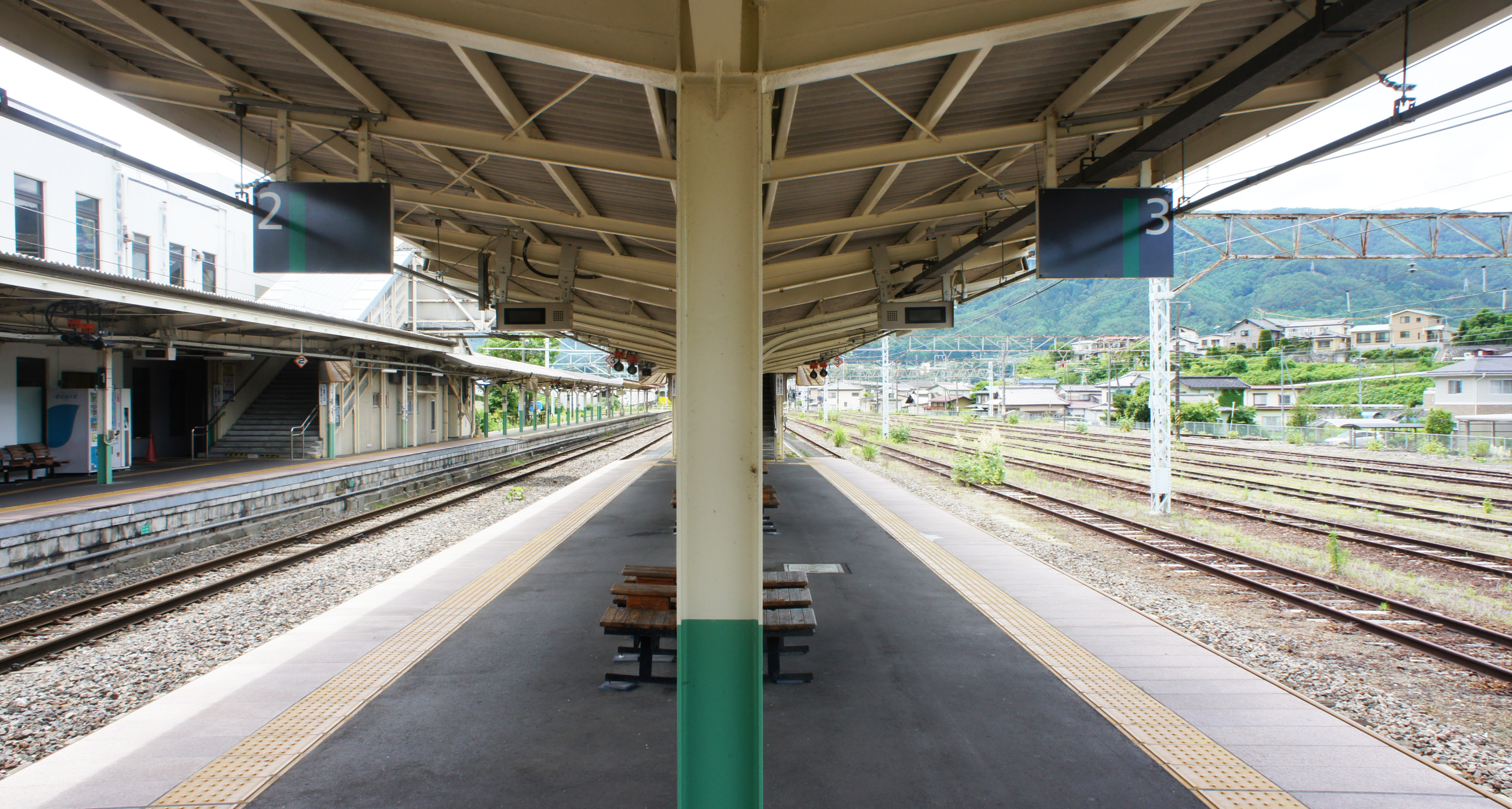
2・3號月台（2021年7月）

### 貨物處理専用線

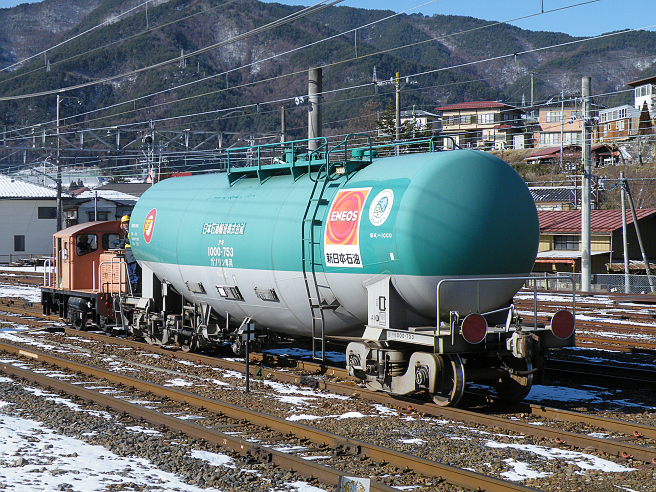
到開線方向的罐車（2009年1月）

JR貨物站為專用線發着的貨物處理站。2009年3月14日時刻表修改以後，不再有貨物列車發着。
至2009年3月，站南側的豐島屋辰野油槽所專用線有由根岸站運送的煤油與汽油。至1996年3月，站西側的日本農業協會（JA）東日本くみあい飼料辰野工場（2003年閉鎖）專用線處理知多站發送的穀物。

## 使用情況

### 旅客
根據JR東日本，2019年度（令和元年度）1日平均上車人次為516人。
近年的推移如下表。然而此統計不包括各線的轉乘客。
| 上車人次推移       | 上車人次推移     | 上車人次推移 |
| 年度               | 1日平均 上車人次 | 來源         |
| ------------------ | ---------------- | ------------ |
| 2000年（平成12年） | 1,089            | [ 旅客 2 ]   |
| 2001年（平成13年） | 1,002            | [ 旅客 3 ]   |
| 2002年（平成14年） | 923              | [ 旅客 4 ]   |
| 2003年（平成15年） | 739              | [ 旅客 5 ]   |
| 2004年（平成16年） | 673              | [ 旅客 6 ]   |
| 2005年（平成17年） | 637              | [ 旅客 7 ]   |
| 2006年（平成18年） | 623              | [ 旅客 8 ]   |
| 2007年（平成19年） | 599              | [ 旅客 9 ]   |
| 2008年（平成20年） | 626              | [ 旅客 10 ]  |
| 2009年（平成21年） | 586              | [ 旅客 11 ]  |
| 2010年（平成22年） | 596              | [ 旅客 12 ]  |
| 2011年（平成23年） | 562              | [ 旅客 13 ]  |
| 2012年（平成24年） | 573              | [ 旅客 14 ]  |
| 2013年（平成25年） | 581              | [ 旅客 15 ]  |
| 2014年（平成26年） | 551              | [ 旅客 16 ]  |
| 2015年（平成27年） | 569              | [ 旅客 17 ]  |
| 2016年（平成28年） | 590              | [ 旅客 18 ]  |
| 2017年（平成29年） | 611              | [ 旅客 19 ]  |
| 2018年（平成30年） | 576              | [ 旅客 20 ]  |
| 2019年（令和元年） | 516              | [ 旅客 1 ]   |

### 貨物
根據「辰野町町勢要覽」，1日平均貨物處理量推移如下表。
| 1日平均貨物處理推移 | 1日平均貨物處理推移 | 1日平均貨物處理推移 |
| 年度                | 到發噸位            | 來源                |
| ------------------- | ------------------- | ------------------- |
| 1998年（平成10年）  | 94                  | [ 貨物 1 ]          |
| 1999年（平成11年）  | 88                  | [ 貨物 1 ]          |
| 2000年（平成12年）  | 113                 | [ 貨物 1 ]          |
| 2001年（平成13年）  | 111                 | [ 貨物 1 ]          |
| 2002年（平成14年）  | 109                 | [ 貨物 1 ]          |
| 2003年（平成15年）  | 107                 | [ 貨物 2 ]          |
| 2004年（平成16年）  | 102                 | [ 貨物 2 ]          |
| 2005年（平成17年）  | 103                 | [ 貨物 2 ]          |
| 2006年（平成18年）  | 97                  | [ 貨物 2 ]          |
| 2007年（平成19年）  | 85                  | [ 貨物 2 ]          |
| 2008年（平成20年）  | 53                  | [ 貨物 3 ]          |

## 車站周邊
附近為商店街
- 辰野郵便局
- 八十二銀行辰野支店
- 阿爾卑斯中央信用金庫辰野支店
- 豐島屋辰野油槽所
- ハナマルキ本社
- 天龍川

### 巴士路線
- 辰野町營巴士（川島線：辰野站前）

## 歷史
- 1906年（明治39年）6月11日－官設鐵道 岡谷－鹽尻間延伸同時開業。
- 1909年（明治42年）10月12日－線路名稱設定。屬中央東線。
- 1911年（明治44年）5月1日－線路名稱改定，由中央東線變成中央本線。
- 1916年（大正5年）11月23日－伊那電車軌道（1919年改名伊那電氣鐵道）西町站延伸往本站。
- 1923年（大正12年）3月16日－伊那電氣鐵道伊那松島－本站間，軌道鐵道移往新線。
- 1943年（昭和18年）8月1日－伊那電氣鐵道飯田線部份國有化，成為國有鐵道單獨站。
- 1983年（昭和58年）6月15日－新建鋼筋2層車站大樓。
- 1984年（昭和59年）1月15日－停止專用線到開外的貨物運輸業務。
- 1986年（昭和61年）11月1日－停止行李包裹業務。
- 1987年（昭和62年）4月1日－國鐵分割民營化，旅客營業由東日本旅客鐵道（東海旅客鐵道直通運行）、貨物營業由日本貨物鐵道繼承。
- 2006年（平成18年）6月11日－開業100周年記念。紀念便當限定發售。6月10日鹽尻－岡谷間有懷舊客車運行。

## 相鄰車站
東日本旅客鐵道（JR東日本）
■中央本線（辰野支線）
□快速「水篶」
川岸－辰野－（飯田線 宮木）
■普通（大多數列車於此站轉乘）
川岸－辰野－信濃川島
東海旅客鐵道（JR東海）
 飯田線
■快速（包括「水篶」）
伊那新町－（「水篶」只限宮木）－辰野－（中央本線 川岸）
■普通
宮木－辰野－（中央本線 川岸）
※國有化以前、宮木站與此站之間曾設有西町站。

### 使用情況

#### 旅客
1. 1 2  . 東日本旅客鉄道.   [2020-07-10]. （原始内容存档于2020-07-10）.
2. ↑  . 東日本旅客鉄道.   [2019-04-17]. （原始内容存档于2019-03-27）.
3. ↑  . 東日本旅客鉄道.   [2019-04-17]. （原始内容存档于2019-03-27）.
4. ↑  . 東日本旅客鉄道.   [2019-04-17]. （原始内容存档于2019-03-27）.
5. ↑  . 東日本旅客鉄道.   [2019-04-17]. （原始内容存档于2019-03-27）.
6. ↑  . 東日本旅客鉄道.   [2019-04-17]. （原始内容存档于2019-02-23）.
7. ↑  . 東日本旅客鉄道.   [2019-04-17]. （原始内容存档于2019-04-02）.
8. ↑  . 東日本旅客鉄道.   [2019-04-17]. （原始内容存档于2019-04-02）.
9. ↑  . 東日本旅客鉄道.   [2019-04-17]. （原始内容存档于2019-04-02）.
10. ↑  . 東日本旅客鉄道.   [2019-04-17]. （原始内容存档于2019-02-22）.
11. ↑  . 東日本旅客鉄道.   [2019-04-17]. （原始内容存档于2019-04-02）.
12. ↑  . 東日本旅客鉄道.   [2019-04-17]. （原始内容存档于2019-04-02）.
13. ↑  . 東日本旅客鉄道.   [2019-04-17]. （原始内容存档于2019-04-02）.
14. ↑  . 東日本旅客鉄道.   [2019-04-17]. （原始内容存档于2019-04-02）.
15. ↑  . 東日本旅客鉄道.   [2019-04-17]. （原始内容存档于2017-02-08）.
16. ↑  . 東日本旅客鉄道.   [2019-04-17]. （原始内容存档于2019-04-02）.
17. ↑  . 東日本旅客鉄道.   [2019-04-17]. （原始内容存档于2019-03-23）.
18. ↑  . 東日本旅客鉄道.   [2019-04-17]. （原始内容存档于2019-03-27）.
19. ↑  . 東日本旅客鉄道.   [2019-04-17]. （原始内容存档于2019-03-25）.
20. ↑  . 東日本旅客鉄道.   [2019-07-10]. （原始内容存档于2020-05-14）.

#### 貨物
1. ↑   (PDF). 辰野町: 13.   [2019-04-17]. （原始内容 (PDF)存档于2019-04-17）.
2. ↑   (PDF). 辰野町: 14.   [2019-04-17]. （原始内容 (PDF)存档于2019-04-17）.
3. ↑   (PDF). 辰野町: 14.   [2019-04-17]. （原始内容 (PDF)存档于2019-04-17）.

## 外部連結
- 車站資訊（辰野）：東日本旅客鐵道